# Ищенко, Яков
Яков Ищенко (? — 17 марта 1921) — революционер, анархист, участник махновского движения.

## Биография
Яков родился в конце девятнадцатого столетия в семье безземельных крестьян, в селе Малый Токмак Александровского уезда Екатеринославской губернии. Отец Якова работал батраком у разных землевладельцев; сын также пошел по стезе отца и батрачил у разных помещиков.
В 1917 году вступил в партию УПСР, членом которой пробыл до 1918 года. В 1918 году присоединился к партии анархистов-коммунистов.
Осенью 1918 года в родном селе основал Малотокмацкий повстанческий отряд, в который входило 400 бойцов, во главе этого отряда Яков вел борьбу против гетманской власти и немецких войск.
В начале января 1919 присоединился к РПАУ движению. Яков был делегатом фронтового повстанческого съезда, который прошел 4 января 1919 года, на этом собрании его избрали помощником командира 4-го повстанческого полка. В марте 1919 штаб бригады Н. И. Махно направил Якова в Малый Токмак для организации новых добровольческих частей. Осенью-зимой 1919 боевой командир 26-го Таврического полка РПАУ.
Летом 1920 командовал партизанским отрядом в тылу белых в Крыму.
Летом 1920 был дезинформирован врангелевским командованием о якобы заключенном союзе между белой «Русской армией» и Махно, после чего перешел к П. Н. Врангелю и начал организовывать «повстанческую махновскую бригаду» (700–1000 штыков). К середине октября 1920 бригада находилась в тылу белых в Малом Токмаке. Установив связь с Советом революционных повстанцев РПАУ и получив информацию о действительном отношении повстанчества к белым, начал подготовку антиврангелевского выступления.
24 октября 1920 бригада Ищенко восстала, разгромила ближайшие белые тылы, заняла Пологи , где 25 октября 1920 соединилась с РПАУ. С осени 1920 – начальник отдела формирования штаба РПАУ. Участвовал в партизанской борьбе против советской власти.
В 1921 пленен красными, расстрелян по приговору ВсеукрЧК.